# Ferdo Skok
Ferdo Skok, slovenski učitelj in atlet, * 25. julij 1911, Pulj, † 19. februar 1943, (?).
Skok je po končanem učiteljišču v Ljubljani služboval v raznih krajih po Sloveniji, med drugim tudi v Polzeli in Vranskem. Bil je član celjskega Sokola, ljubljanskega športnega kljuba Primorje, telovadec in odbojkar ter ljudskoprosvetni delavec. Kot odličen atlet je bil leta 1931 član takratne jugoslovanske reprezentance na balkanskih športnih igrah v Sofiji, kjer je v teku na 200 m osvojil 3. mesto. Jeseni 1942 se je vklučil v NOB in bil kot komandir čete v Cankarjevi brigadi smrtno ranjen ob napadu na bunkerje enot Legije smrti pri Samostanu Pleterje. Od 1955 atletsko društvo Kladivar v Celju prireja mednarodni atletski miting Memorial Ferda Skoka.